# Pánuco de Coronado
Pánuco de Coronado es una localidad del estado mexicano de Durango. Es parte del municipio de Pánuco de Coronado.

## Toponimia
El nombre «Coronado» rinde homenaje a Esteban Coronado, militar partícipe de la Guerra de Reforma.

## Demografía
| Gráfica de evolución demográfica |
|                                  |

| Censo | Población |
| ----- | --------- |
| 1900  | 1 571     |
| 1910  | 1 575     |
| 1921  | 963       |
| 1930  | 1 210     |
| 1940  | 1 301     |
| 1950  | 1 540     |
| 1960  | 1 571     |
| 1970  | 2 050     |
| 1980  | 1 940     |
| 1990  | 1 674     |
| 2000  | 1 413     |
| 2010  | 1 291     |
| 2020  | 1 442     |